# Brežani
Brežani är en förstörd befolkad plats i Bosnien och Hercegovina.   Den ligger i entiteten Republika Srpska, i den östra delen av landet, 80 km öster om huvudstaden Sarajevo. Brežani ligger 904 meter över havet och antalet invånare är 158.
Terrängen runt Brežani är huvudsakligen kuperad, men åt sydväst är den bergig. Närmaste större samhälle är Srebrenica, 8,4 km nordväst om Brežani. 
I omgivningarna runt Brežani växer i huvudsak lövfällande lövskog. Runt Brežani är det ganska tätbefolkat, med 67 invånare per kvadratkilometer.